# Okręt

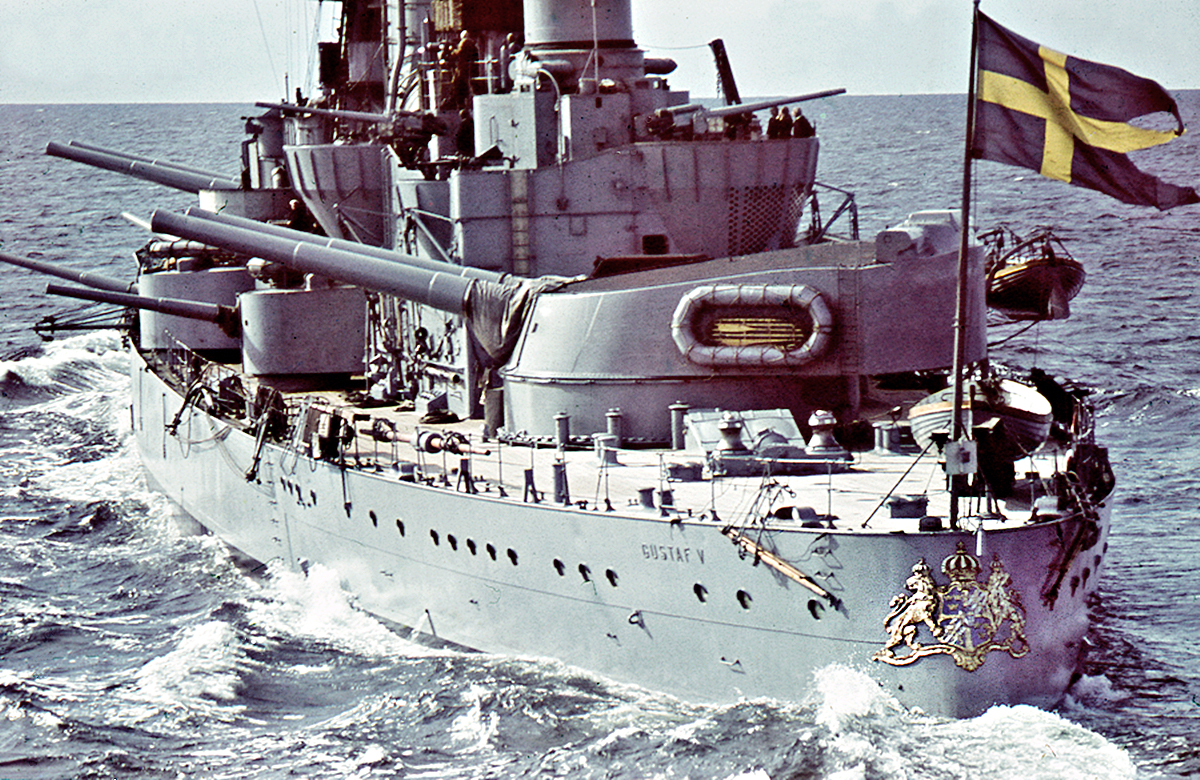
Szwedzki okręt marynarki wojennej HM Pansarskepp „Gustaf V”

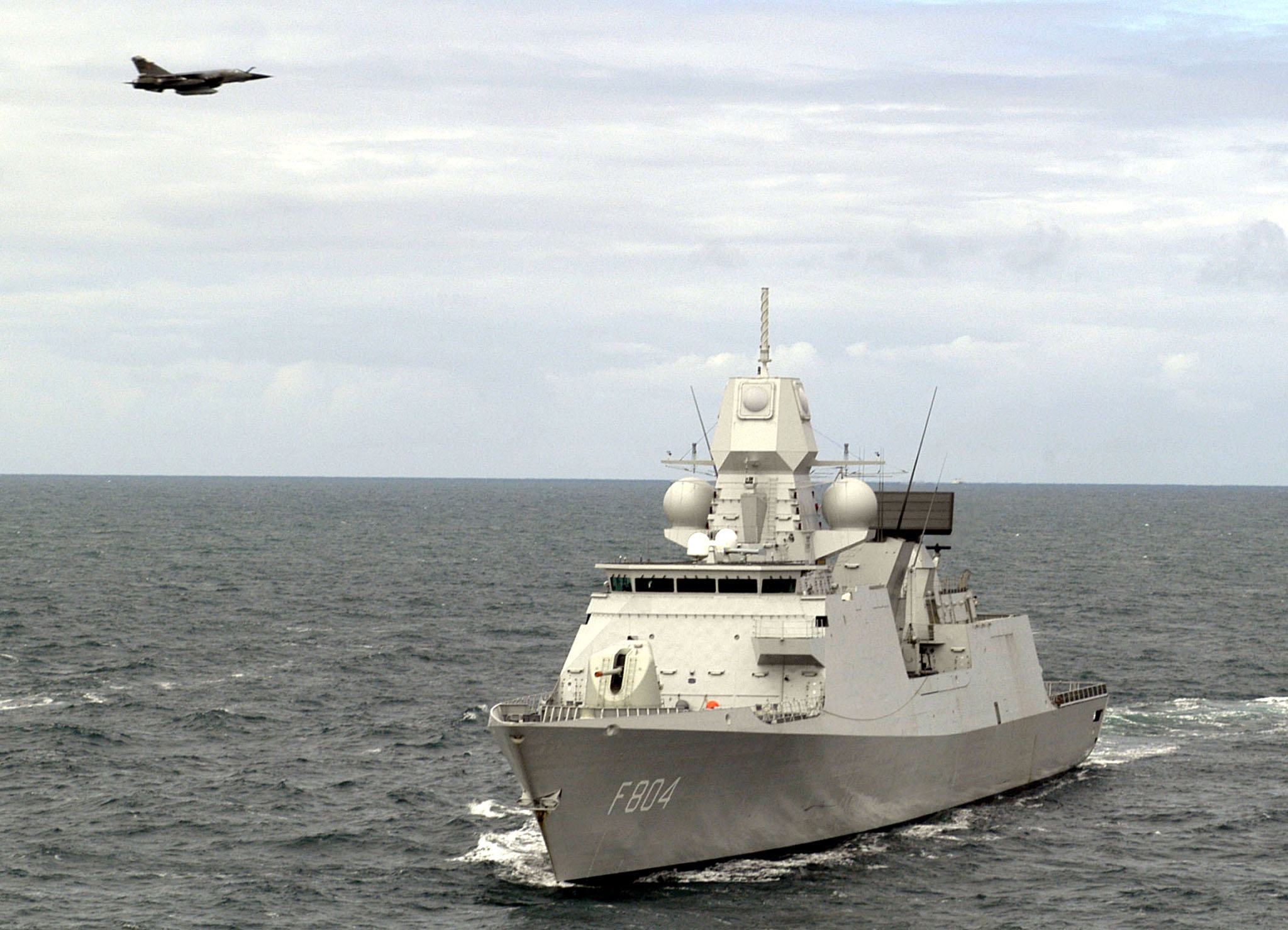
Współczesna holenderska fregata rakietowa typu De Zeven Provinciën – „De Ruyter”

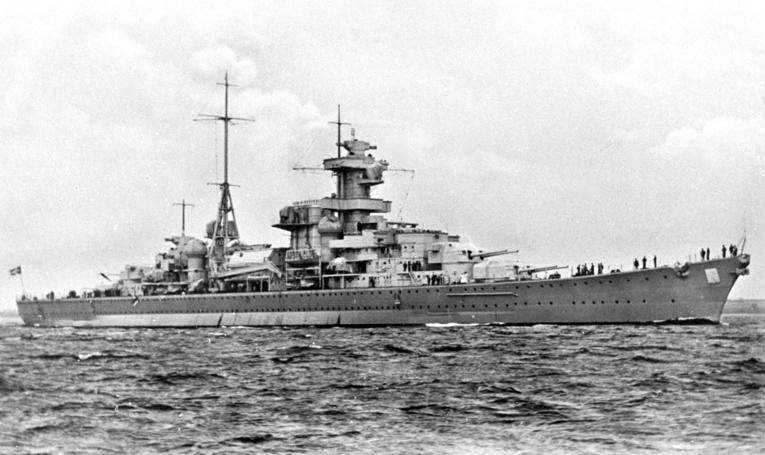
Niemiecki krążownik ciężki typu Admiral Hipper z okresu II wojny światowej – „Blücher”

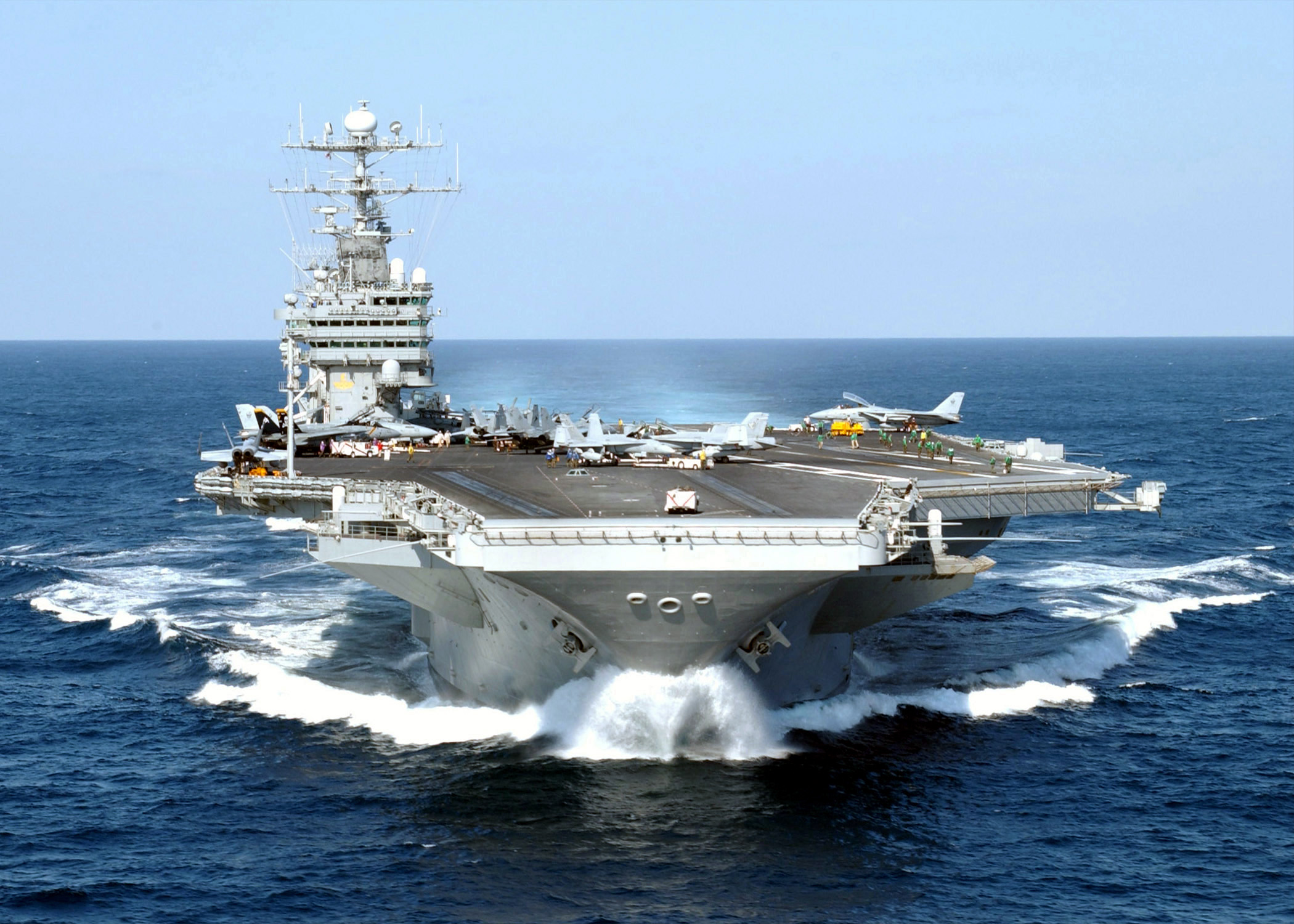
Współczesny amerykański lotniskowiec typu Nimitz – USS „George Washington”

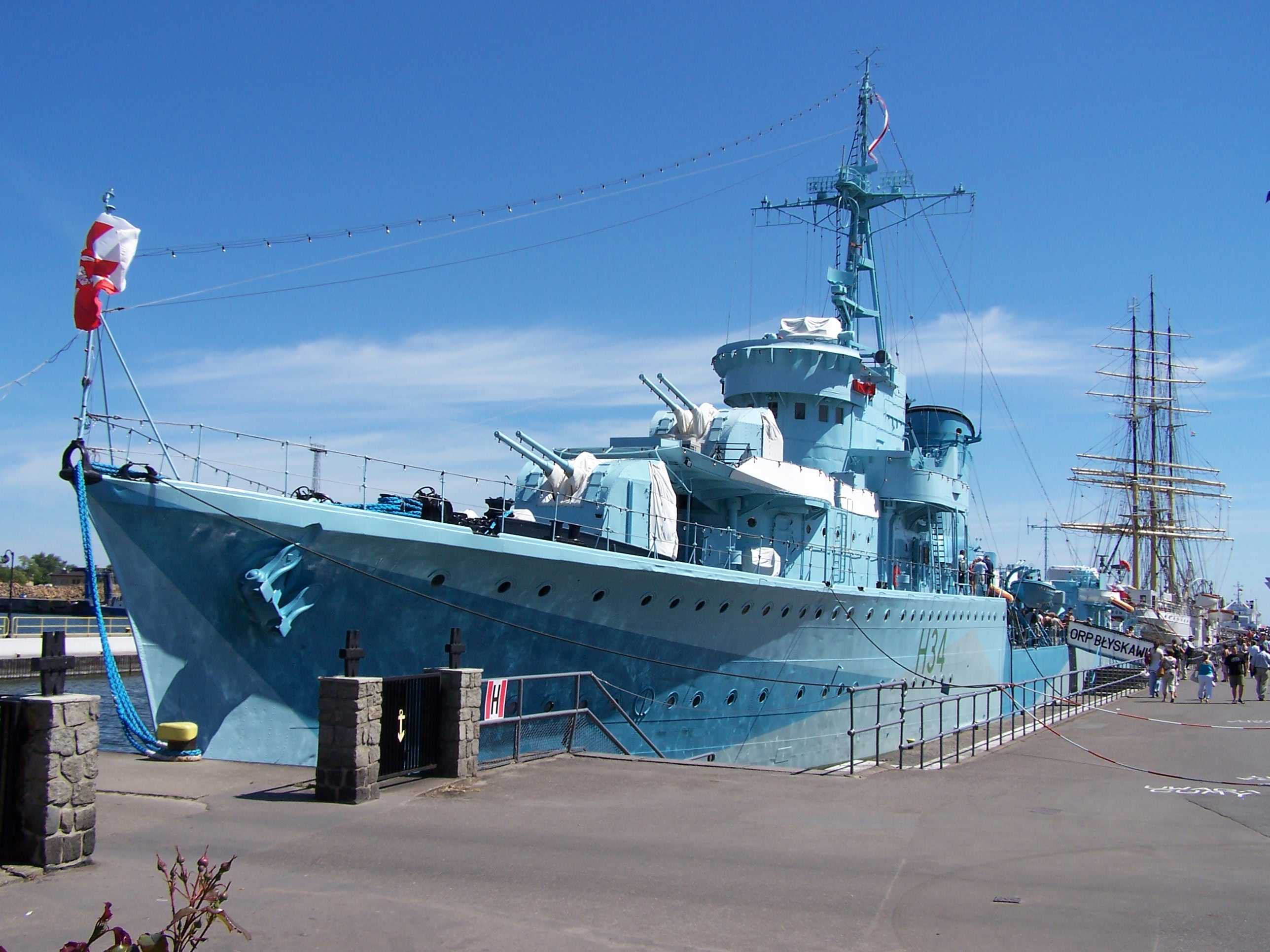
Polski niszczyciel typu Grom – ORP Błyskawica z okresu II wojny światowej obecnie okręt-muzeum

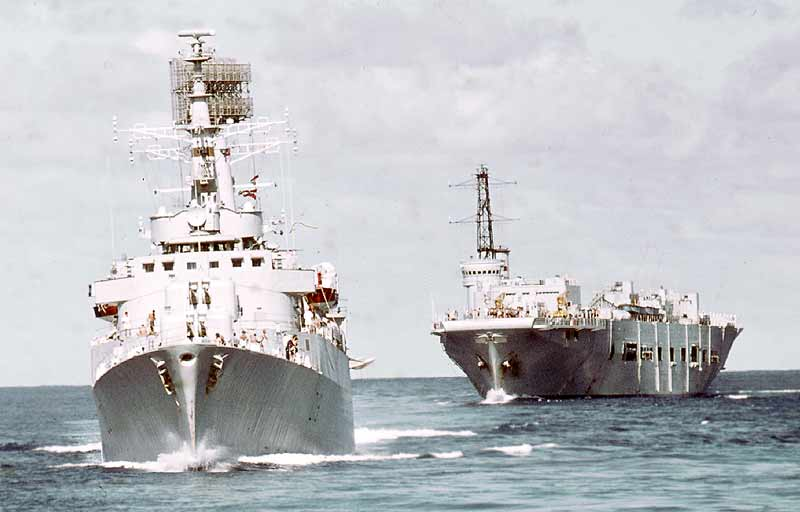
Brytyjski niszczyciel typu County – HMS „Glamorgan” oraz okręt naprawczy HMS „Triumph” z okresu zimnej wojny

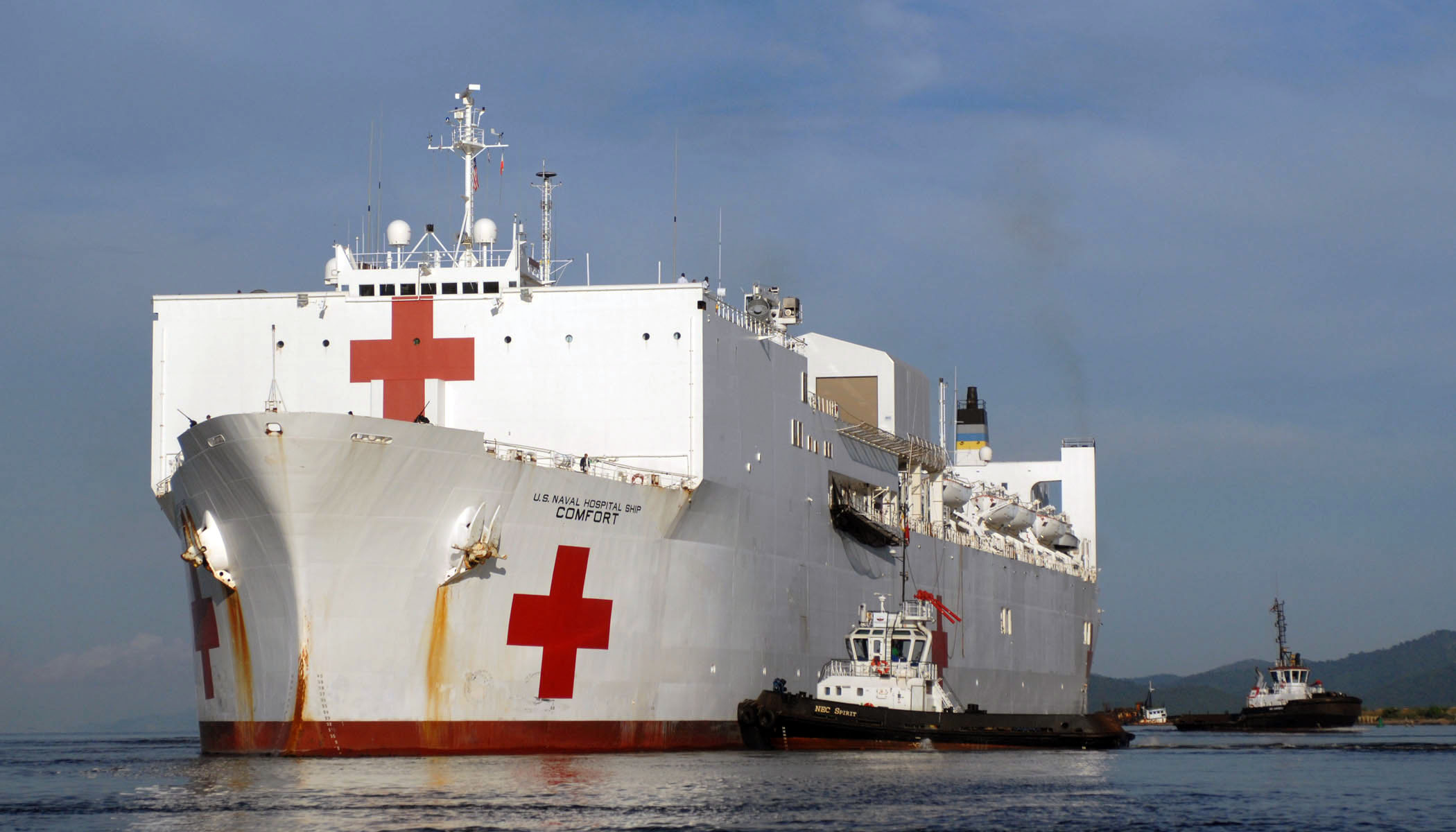
Amerykański okręt szpitalny typu Mercy – USNS „Comfort”

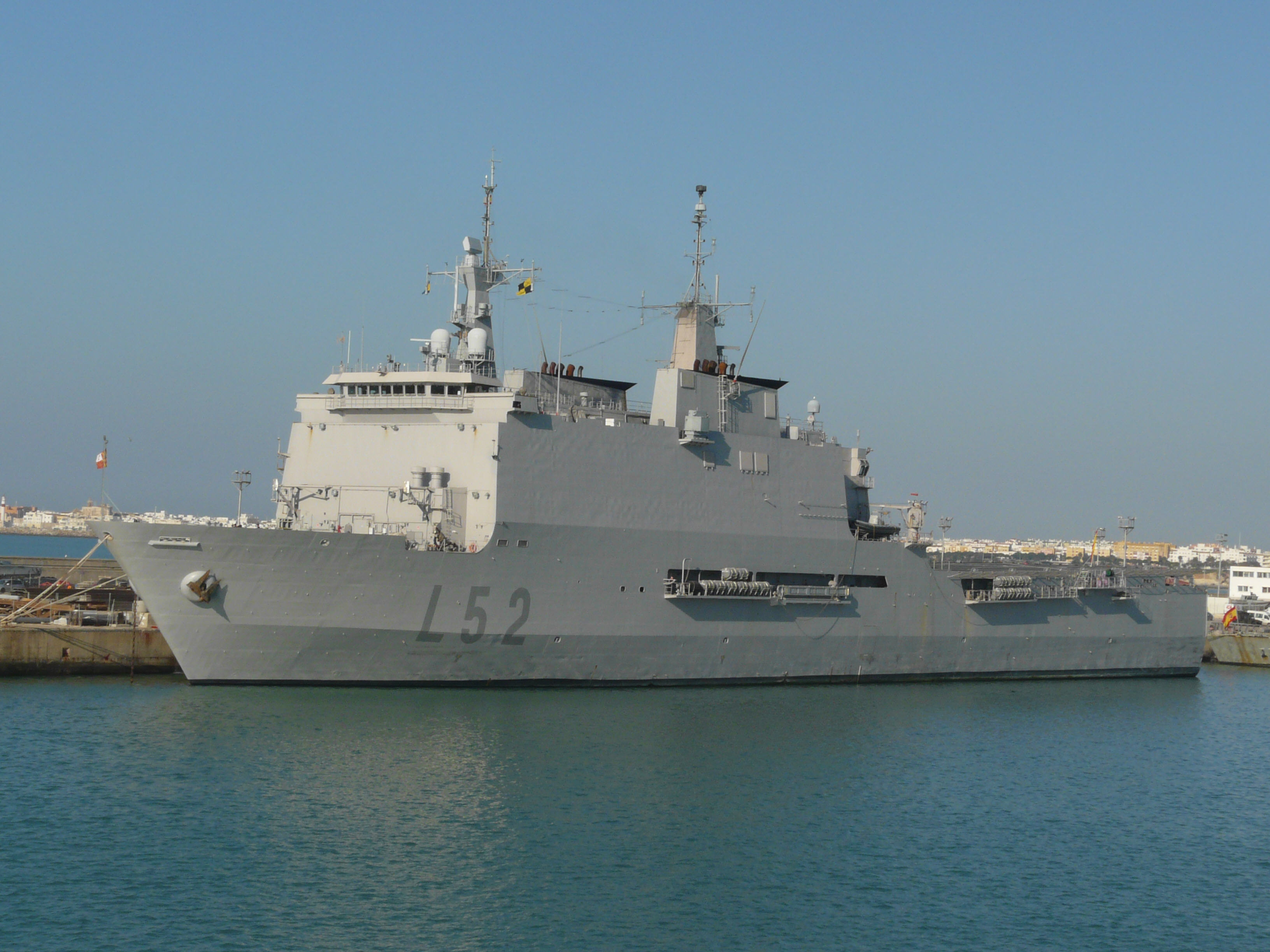
Współczesny hiszpański okręt desantowy-dok typu Galicia – „Castilla”

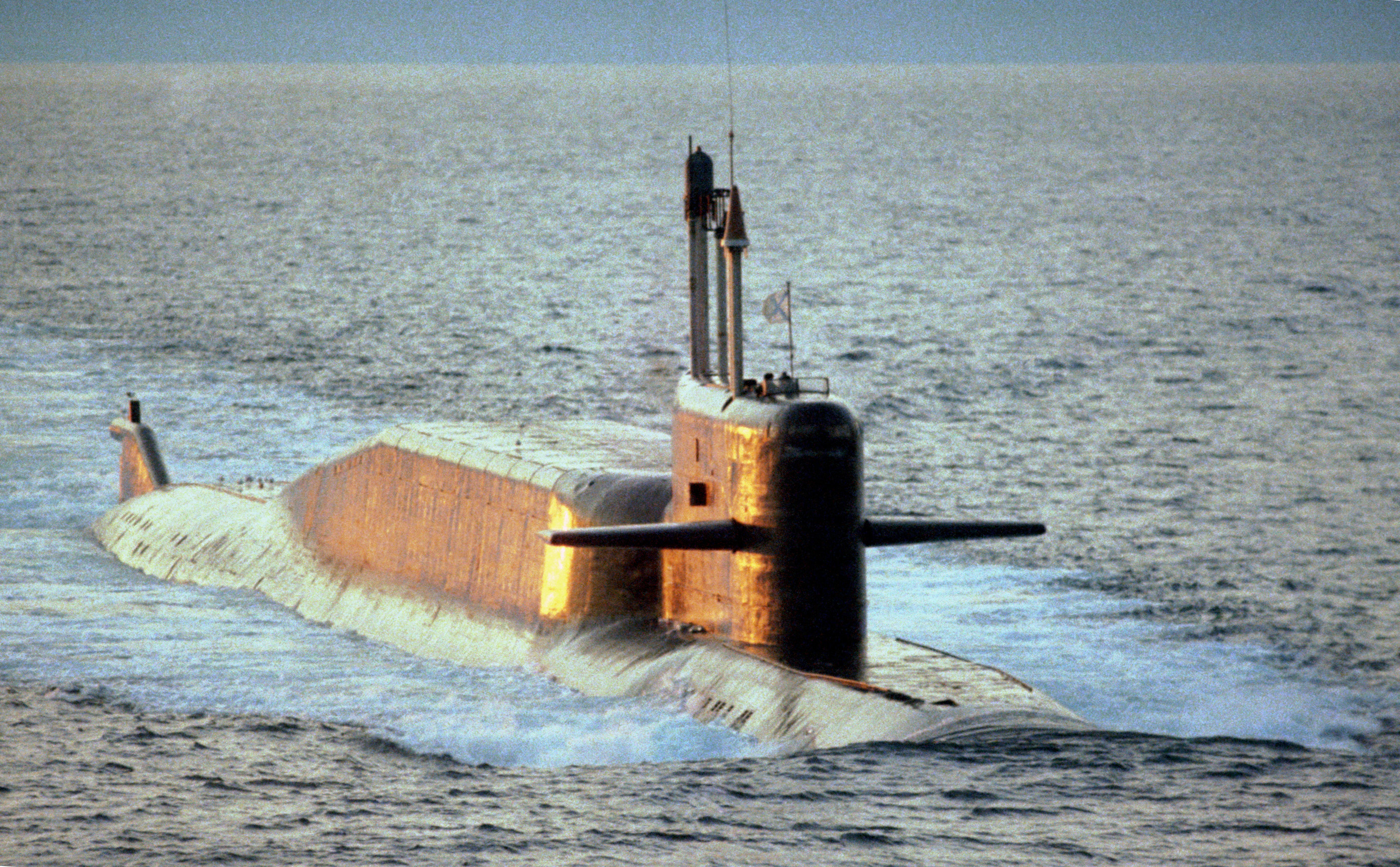
Radziecki okręt podwodny projektu 667BDRM z okresu zimnej wojny – K-18 „Karelia”

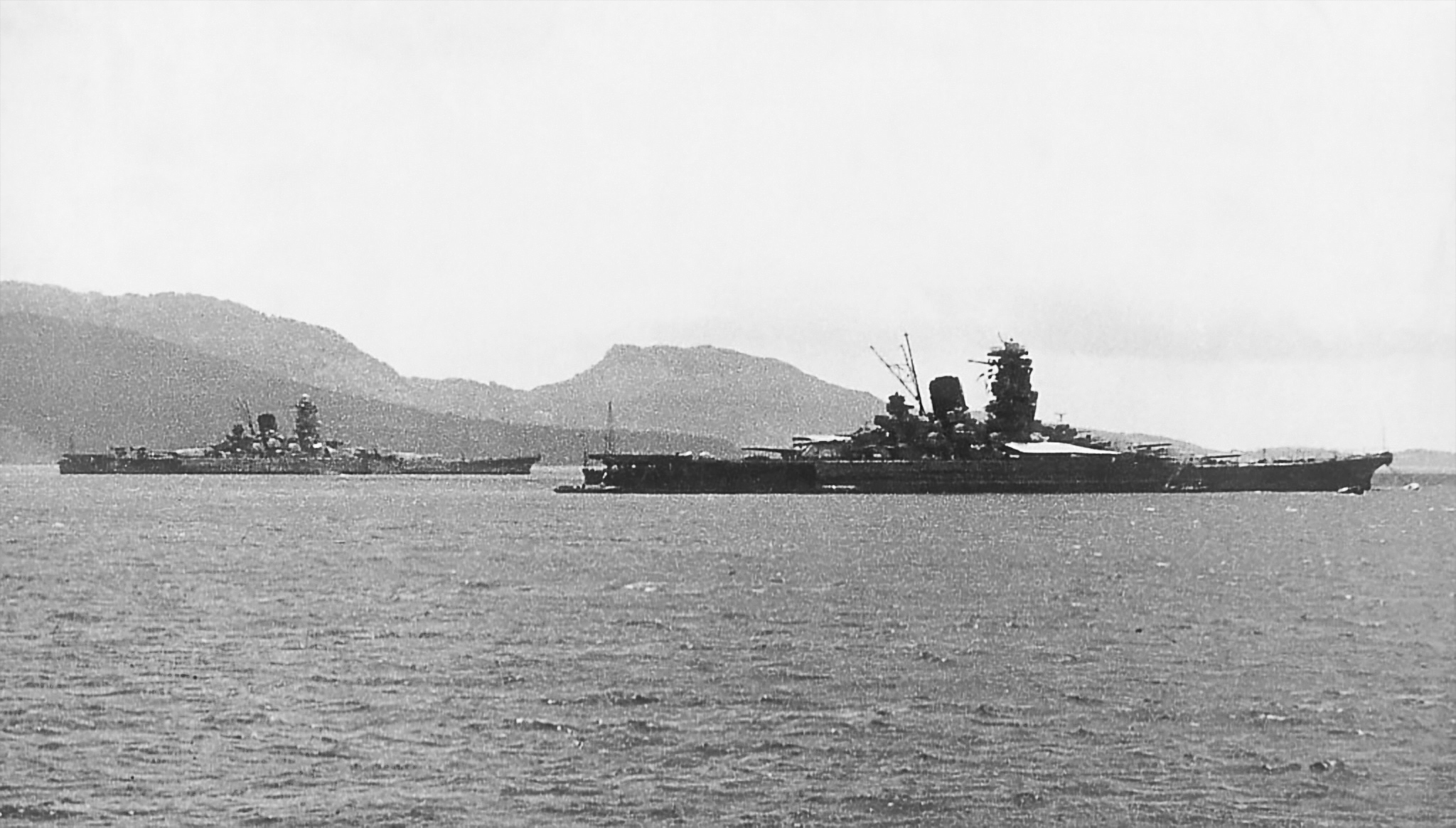
Japońskie pancerniki typu Yamato z okresu II wojny światowej – „Yamato” i „Musashi”

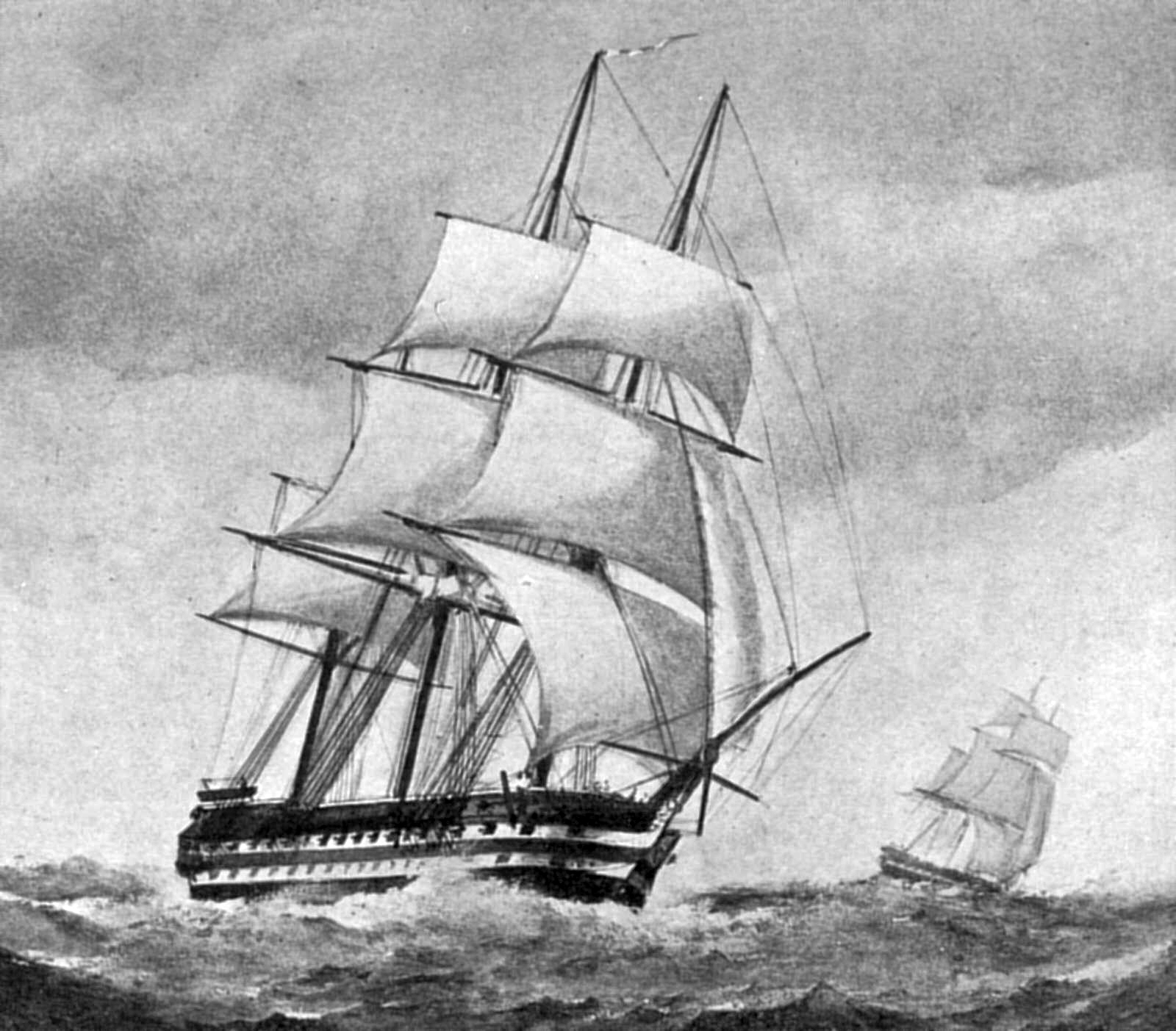
XIX-wieczny brytyjski okręt liniowy – HMS „Donegal”

Okręt, okręt wojenny – jednostka pływająca nosząca banderę marynarki wojennej danego państwa, tj. jego sił zbrojnych – zazwyczaj posiadająca uzbrojenie i przeznaczona do wykonywania zadań bojowych. Termin ten stosuje się także do jednostek szkolnych, transportowych i pomocniczych, jeśli tylko należą do marynarki wojennej.
Konwencja o morzu pełnym definiuje: „okręt wojenny” oznacza okręt należący do marynarki wojennej państwa i noszący znaki zewnętrzne okrętów wojennych tego państwa. Dowódca powinien być oficerem marynarki wojennej w służbie państwowej, jego nazwisko powinno znajdować się na liście oficerów marynarki wojennej, a załoga powinna być podporządkowana regulaminom dyscypliny wojskowej.
Mianem okrętu określa się też duży statek (morski). Istnieje wiele terminów, w których pochodna wyrazu „okręt” odnosi się zarówno do statków cywilnych i wojskowych, lub też tylko do statków cywilnych, np. okrętownictwo (wiedza inżynierska dotycząca budowy zarówno statków, jak i okrętów), chłopiec okrętowy (uczeń, kandydat lub praktykant na marynarza), zaokrętowanie (przyjęcie na statek nowego członka załogi lub pasażera), śruba okrętowa (obrotowy pędnik statku), dzwon okrętowy (dzwon, będący obowiązkowym wyposażeniem sygnalizacyjnym statku). Termin statek ma szersze znaczenie od terminu okręt – oznaczającym statek określonego rodzaju: według terminologii ogólnej: duży statek morski, według zaś terminologii wojskowej – statek należący do marynarki wojennej.

## Etymologia
Najstarsze znane źródło pisane, w którym użyto słowa okręt to słowniczek polsko-łaciński Vocabularius bebreviloquus cum arte diphthongandi, punctandi et accentuandi datowany na ok. 1500 rok, gdzie na okładce zapisano scapha – okrąth. Dowodzi to, że w czasach wcześniejszych wyraz ten, w przeciwieństwie do innych (korab, łodzia), raczej nie był znany staropolszczyźnie. Aleksander Brückner twierdzi, że jest to rodzimy nowotwór językowy od czas. kręcić (coś co się kręci, czyli prowadzi).
Wiesław Boryś i Zygmunt Brocki w swoich artykułach opublikowanych w latach 1966–1967 w czasopiśmie „Język Polski” sugerują, że korzeni słowa okręt należy szukać w kaszubszczyźnie, z której zaczerpnięto niektóre terminy w XV–XVI wieku, czyli w okresie odzyskania dostępu do morza i zwiększonego zainteresowania handlem morskim. Pierwszy ze wspomnianych autorów wysnuł hipotezę, że mamy do czynienia ze starym prasłowiańskim wyrazem zachowanym na peryferiach języków słowiańskich. Wyraz ten, rekonstruowany w postaci *okrǫtъ, pierwotnie oznaczał plecione naczynie. Należy tu podkreślić, że przekształcenie się słowa naczynie w termin statek wodny występuje w wielu językach (pol. statek, ros. sudno, fr. vaisseau i ang. vessel od łac. vascellum).
Specjalizacja znaczenia okrętu jako statku wojennego jest stosunkowo nowa i sięga początku XX wieku.

## Podstawowe klasy okrętów
(lista od największych do najmniejszych)
- lotniskowiec
- okręt liniowy (pancernik)
- krążownik
- niszczyciel
- okręt desantowy
- okręt podwodny
- fregata
- korweta
- trałowiec

## Klasy okrętów
Treść tego artykułu od 2025-01 może nie być zgodna z zasadami neutralnego punktu widzenia.
Dokładniejsze informacje o tym, co należy poprawić, być może znajdują się w dyskusji tego artykułu.
 Po wyeliminowaniu niedoskonałości należy usunąć szablon [[Szablon:Dopracować|]] z tego artykułu.
(lista alfabetyczna)
- fregata
  - fregata (okręt eskortowy), np. USS „Peoria”
  - fregata rakietowa, np. ORP „Gen. K. Pułaski”
- kanonierka, np. ORP „Generał Haller”
  - kanonierka rzeczna, np. ORP „Zuchwała”
- korweta
  - korweta dozorowa, np. ORP „Kaszub”
  - korweta rakietowa, np. ORP „Orkan”
- krążownik
  - krążownik ciężki, np. USS „Pensacola”
  - krążownik lekki, np. ORP „Dragon”
  - krążownik liniowy, np. HMS „Hood”
  - krążownik lotniczy, np. „Gotland”
  - krążownik minowy, np. HMS „Adventure"
  - krążownik pancernopokładowy, np. ORP „Bałtyk”
  - krążownik pancerny, np. HMS „Warrior”
  - krążownik pomocniczy, np. HMS „Rawalpindi”
  - krążownik przeciwlotniczy, np. USS „Atlanta”
  - krążownik rakietowy, np. „Groznyj”
- kuter
  - kuter patrolowy, np. ORP „Fala”
  - kuter rakietowy, np. ORP „Władysławowo”
  - kuter torpedowy, np. ORP „Sprawny”
  - kuter trałowy, np. Kutry trałowe typu TR-41
  - kuter uzbrojony, np. ORP „Nieuchwytny”
- lotniskowiec
  - lotniskowiec eskortowy, np. HMS „Audacity”
- monitor,
  - monitor rzeczny, np. ORP „Warszawa”
- niszczyciel, np. ORP Burza (kontrtorpedowiec),
  - niszczyciel eskortowy, np. ORP „Kujawiak”
  - niszczyciel rakietowy, np. ORP „Warszawa”
- niszczyciel min, np. ORP „Mewa”
- okręt-baza, np. ORP „Gdynia”
- okręt desantowy
  - transportowiec desantowy, np. ORP „Lublin”
  - okręt desantowy piechoty
  - okręt desantowy czołgowy
  - okręt bezpośredniego wsparcia rakietowo-artyleryjskiego
  - kuter desantowy
  - barka desantowa
- okręt dowodzenia(inne języki), np. ORP „Grunwald”
- okręt hydrograficzny, np. ORP „Pomorzanin”
- okręt liniowy (pancernik), np. „Yamato”
- okręt podwodny, np. ORP „Orzeł”
  - miniaturowy okręt podwodny, np. „Seehund”
- pomocnicza jednostka pływająca, np. ORP „Korsarz”
  - holownik, np. ORP „Smok”
  - poławiacz torped, np. „K-8”
  - zbiornikowiec, np. ORP „Bałtyk”
  - okręt szpitalny, np. ORP „Wodnik”
  - bazowiec
  - kuter transportowy
  - barka transportowa
- okręt-pułapka, np. USS „Big Horn”
- okręt ratowniczy, np. ORP „Lech”
- okręt rozpoznawczy, np. ORP „Bałtyk”
- okręt szkolny, np. ORP „Iskra"
- okręt wsparcia, np. ORP „Kontradmirał Xawery Czernicki”
- pancernik, np. USS „Iowa” (BB-61)
  - pancernik przybrzeżny, np. „Tordenskjold”
- stawiacz min, np. ORP „Gryf”
- śmigłowcowiec, np. HMS „Albion”
- torpedowiec, np. ORP „Kaszub”
- trałowiec, np. ORP „Jaskółka”

## Dawne klasy okrętów
(do XIX wieku)
- afrakta
- drakkar
- galera
  - triera, trirema, liburna, dromona
- galeas
- galeon, np. Wodnik
- pinasa
- fregata (okręt żaglowy)
- fregata pancerna
- korweta (okręt żaglowy)
- slup wojenny
- okręt liniowy
- brander

## Rodzaje okrętów ze względu na uzbrojenie i przeznaczenie
- okręty artyleryjskie
- okręty obrony przeciwlotniczej
- okręty torpedowe
- okręty torpedowo-artyleryjskie
- okręty rakietowe
- okręty lotnicze
- okręty minowe
- okręty pomocnicze